# Muş
Muş (in curdo Mûş‎; in armeno: Մուշ) è una città della Turchia, situata nella parte orientale dell'Anatolia, capoluogo della provincia omonima.

## Clima
| Muş (1991-2020) Fonte:       | Mesi         | Mesi         | Mesi         | Mesi         | Mesi        | Mesi        | Mesi        | Mesi        | Mesi        | Mesi        | Mesi         | Mesi         | Stagioni | Stagioni | Stagioni | Stagioni | Anno    |
| Muş (1991-2020) Fonte:       | Gen          | Feb          | Mar          | Apr          | Mag         | Giu         | Lug         | Ago         | Set         | Ott         | Nov          | Dic          | Inv      | Pri      | Est      | Aut      | Anno    |
| ---------------------------- | ------------ | ------------ | ------------ | ------------ | ----------- | ----------- | ----------- | ----------- | ----------- | ----------- | ------------ | ------------ | -------- | -------- | -------- | -------- | ------- |
| T. max. media (°C)           | −2,8         | −0,7         | 6,8          | 15,4         | 21,7        | 28,3        | 33,6        | 33,9        | 28,6        | 20,5        | 10,2         | 1,0          | −0,8     | 14,6     | 31,9     | 19,8     | 16,4    |
| T. media (°C)                | −6,5         | −4,9         | 2,1          | 9,8          | 15,1        | 20,8        | 25,6        | 25,7        | 20,5        | 13,4        | 4,9          | −2,4         | −4,6     | 9,0      | 24,0     | 12,9     | 10,3    |
| T. min. media (°C)           | −9,9         | −8,5         | −1,8         | 4,9          | 9,2         | 13,4        | 17,8        | 17,9        | 12,9        | 7,6         | 0,7          | −5,3         | −7,9     | 4,1      | 16,4     | 7,1      | 4,9     |
| T. max. assoluta (°C)        | 10,2 (1979)  | 15,0 (2010)  | 22,8 (2008)  | 30,0 (2008)  | 31,2 (2006) | 37,4 (1984) | 41,6 (2000) | 41,2 (2006) | 37,0 (2006) | 30,6 (1999) | 21,6 (1979)  | 16,0 (1983)  | 16,0     | 31,2     | 41,6     | 37,0     | 41,6    |
| T. min. assoluta (°C)        | −32,6 (1983) | −34,4 (1982) | −31,4 (1985) | −10,2 (2003) | −2,4 (1981) | 2,2 (1967)  | 3,6 (1982)  | 8,0 (1982)  | 0,0 (2012)  | −3,0 (1969) | −25,8 (2004) | −32,0 (2002) | −34,4    | −31,4    | 2,2      | −25,8    | −34,4   |
| Precipitazioni (mm)          | 93,9         | 106,0        | 112,2        | 102,1        | 73,9        | 28,5        | 10,0        | 4,8         | 17,2        | 59,7        | 81,6         | 92,0         | 291,9    | 288,2    | 43,3     | 158,5    | 781,9   |
| Giorni di pioggia            | 12,47        | 11,7         | 13,9         | 15,27        | 15,3        | 6,77        | 2,43        | 1,8         | 3,53        | 9,8         | 8,53         | 11,37        | 35,5     | 44,5     | 11,0     | 21,9     | 112,9   |
| Ore di soleggiamento mensili | 55,8         | 73,5         | 133,3        | 171,0        | 235,6       | 288,0       | 313,1       | 310,0       | 258,0       | 179,8       | 99,0         | 46,5         | 175,8    | 539,9    | 911,1    | 536,8    | 2 163,6 |